# Campecopea lusitanica
Campecopea lusitanica is een pissebed uit de familie Sphaeromatidae. De wetenschappelijke naam van de soort is voor het eerst geldig gepubliceerd in 1998 door Nolting, Reboreda & Wägele.